# Edmilson Alves
Edmilson Alves (17 februari 1976) is een voormalig Braziliaans voetballer.

## Erelijst
Oita Trinita
- J-League Cup

2008